# Casa della Vittoria
 (juillet 2023).
Si vous disposez d'ouvrages ou d'articles de référence ou si vous connaissez des sites web de qualité traitant du thème abordé ici, merci de compléter l'article en donnant les références utiles à sa vérifiabilité et en les liant à la section « Notes et références ».
La Casa della Vittoria (également connue sous le nom de Casa del Carrera ou Casa dei Draghi ou Palazzo della Vittoria) est un bâtiment au nord-ouest du centre-ville de Turin, Piémont, Italie, considéré comme l'un des exemples les plus intéressants de l'architecture résidentielle dans un style médiéval-renaissance dans la capitale piémontaise. Située dans le quartier Cit Turin, la Casa della Vittoria est au centre d'une zone d'un grand intérêt architectural qui contient une forte densité de bâtiments Art nouveau et néo-gothique, y compris l'église voisine de San Donato.

## Contexte

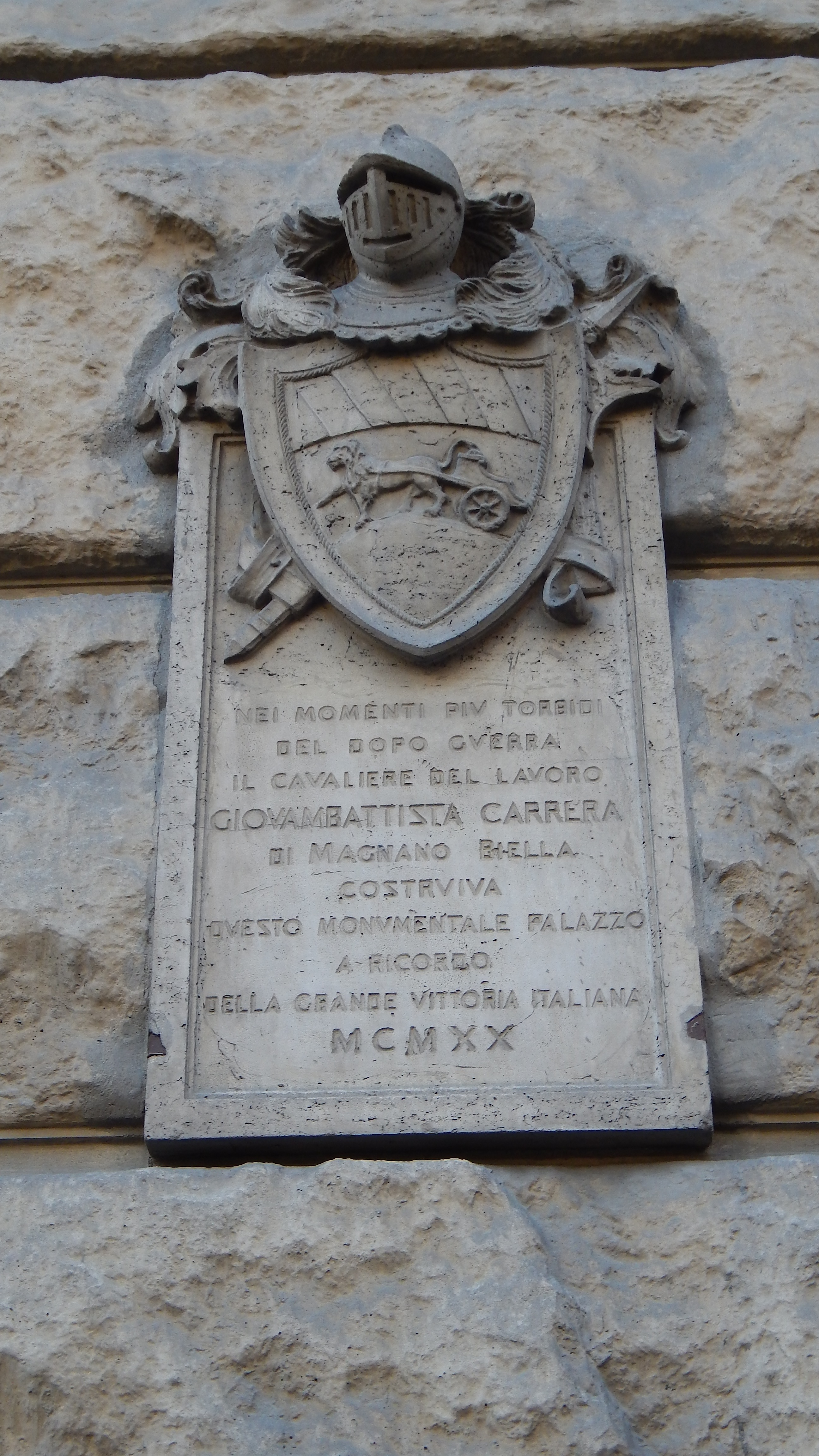
L'inscription sur la façade avec les armoiries de la famille Carrera.

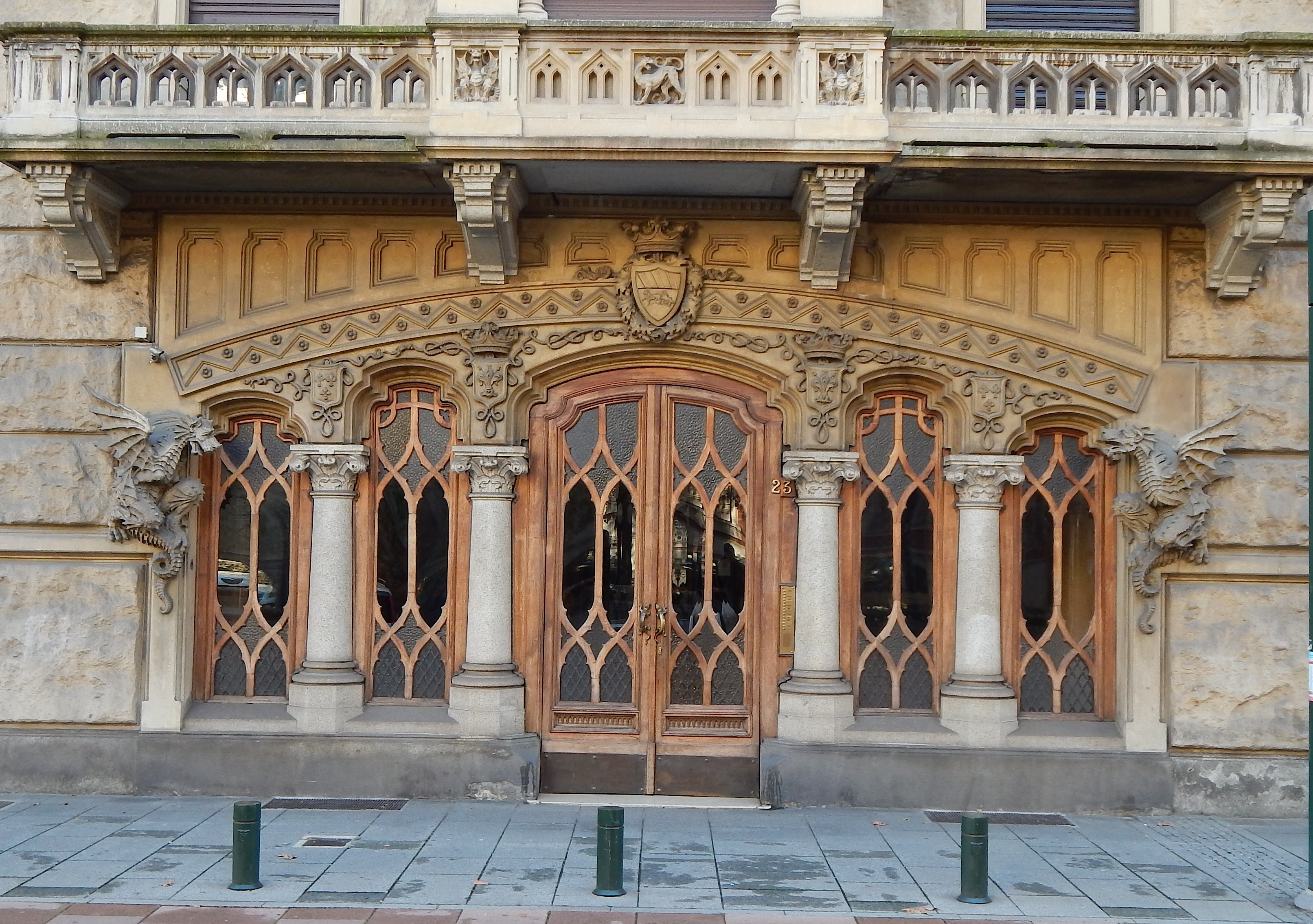
Le portail d'entrée surmonté des armoiries de la famille Carrera.

À la fin du XIXe et au début du XXe siècle, le quartier résidentiel de Cit Turin était l'épicentre d'une activité de construction intense principalement caractérisée par le style Art nouveau en Italie. Parallèlement au naturalisme de ce style se développa le néo-gothique, qui s'infiltra dans le quartier par son utilisation dans plusieurs bâtiments importants. Outre l'église de Jésus-de-Nazareth, les exemples de sa présence dans le quartier sont la maison du cavalier Carrera di Magnano (Biella) et la Casa della Vittoria. Commandé en 1918 par Carrera à l'ingénieur Gottardo Gussoni pour célébrer la victoire italienne dans la Première Guerre mondiale, il fut achevé en 1920, représentant un signe de reprise du secteur de la construction d'après-guerre, comme l'indique la plaque placée sur la façade.

## Description
Le bâtiment tel que développé s'élève à six étages de la rue et fait face au Corso Francia, le boulevard principal qui traverse le quartier de Cit Turin. Son style médiéval éclectique est marqué par les incursions de la souche française du néogothique, que l'on retrouve dans les détails structurels tels que le portail et le hall d'entrée, les balustrades des balcons et escaliers intérieurs et l'oriel angulaire prononcé caractérisé par son fenêtres à meneaux et fenêtres rondes à trois lumières qui culminent dans une tourelle crénelée.
L'appareil décoratif complexe des façades principales, caractérisé par l'utilisation intensive d'éléments dans les décorations en ciment, allégoriques et zoomorphes, est d'une grande importance, y compris la paire de grands dragons flanquant le grand portail d'entrée en bois; c'est justement la présence de ces éléments décoratifs qui, au fil des années, lui a valu le nom de « Maison des Dragons »(« Casa dei Draghi »). La décoration commence à la base des façades principales, simulant une pierre de taille avec des bandes horizontales s'étendant jusqu'au rez-de-chaussée. A ce niveau, les fenêtres sont enrichies par un cadre qui à la base porte des armoiries représentant des figures allégoriques qui marquent la façade, en alternance avec les paires de dragons qui soutiennent les balustrades des balcons à l'étage supérieur. Les fenêtres cintrées restantes présentent des cadres plus simples, tandis que les deux grandes baies vitrées centrales ont des fenêtres à meneaux ronds et se terminent également par une terrasse.
Le bâtiment a un coin biseauté contenant et une niche à l'angle du Corso Francia avec la rue le coupant: la niche semble avoir été conçue pour abriter une statue qui, cependant, n'y a jamais été placée.

## Accès aux transports
La Casa della Vittoria est accessible depuis la ligne M1 (Fermi - Lingotto) de Metropolitana à la station Principi d'Acaja.